# Окцидентал
Окцидентал (или Интерлингве) е изкуствен международен спомагателен език.
Балтийският немец Едгар де Вал не е доволен от есперанто и решава да създаде нов език, наречен окцидентал. Той го публикува през 1922 г. През 1949 г. общността гласува за промяна на името на интерлингве.
Много от производните думи на Окцидентал отразяват тези, които са общи за определени западноевропейски езици, предимно романските езици, заедно с някои германски речници.  Много от думите му са образувани с помощта на правилото на Едгар де Вал, набор от правила за редовно преобразуване на всички глаголни инфинитиви с изключение на шест в производни думи, включително от латински двуосновни глаголи (напр. vider (да вижда) и неговото производно vision).  Резултатът е натуралистичен и нормален език, който е лесен за разбиране на пръв поглед за хора, запознати с някои западноевропейски езици.  Четивността и опростената граматика, заедно с редовното излизане на списание Космоглот, направиха Окцидентал популярен в Европа през годините преди Втората световна война въпреки усилията на нацистите да потиснат международните спомагателни езици.

## История
Де Вал обявява възникването на езика в списание „Космоглот“ през 1922 г., но създаването му започва много преди тази дата. Между 1906 и 1921 г. започват експерименти с езика, който се променя значително през периода. Първоначално лингвистът го нарича аули (спомагателен език). Преди да го обяви през 1922 г., той всъщност е възнамерявал да изчака, но през 1921 г. е обявена голяма новина: Лигата на нациите разглежда идеята за международен език. Де Вал изпраща запитване и получава положителен отговор от Обществото на нациите през септември 1921 г.